# Stranded (album)
Pour les articles homonymes, voir Stranded.
Albums de Roxy Music
For Your Pleasure
(1973) Country Life
(1974)
Stranded est le troisième album du groupe rock britannique Roxy Music, sorti en 1973 et leur premier no 1. Brian Eno a été remplacé par Eddie Jobson.
Sa pochette est une photo de la playmate Marilyn Cole.

## Titres
Toutes les chansons sont de Bryan Ferry, sauf mention contraire.

### Face 1
1. Street Life – 3:29
2. Just Like You – 3:36
3. Amazona (Ferry, Manzanera) – 4:16
4. Psalm – 8:04

### Face 2
1. Serenade – 2:59
2. A Song for Europe (Ferry, Mackay) – 5:46
3. Mother of Pearl – 6:52
4. Sunset – 6:04

## Musiciens
- Bryan Ferry : chant, piano, piano électrique
- Andrew Mackay : saxophone, hautbois
- Phil Manzanera : guitare
- John Gustafson : basse
- Eddie Jobson : synthétiseurs, claviers, violon électrique
- Paul Thompson : batterie, percussions
- Chris Laurence : contrebasse (8)
- The London Welsh Male Choir : chœurs (4)